# Ceriodaphnia reticulata
Ceriodaphnia reticulata är en kräftdjursart som först beskrevs av Louis Jurine 1820.
Ceriodaphnia reticulata ingår i släktet Ceriodaphnia och familjen Daphniidae. Arten är reproducerande i Sverige. Inga underarter finns listade i Catalogue of Life.